# 깜보
《깜보》는 1986년에 개봉한 대한민국의 영화이다. 장두이가 주인공 깜보 역을 맡았다. 밀수로 수감생활을 하던 주인공 ‘깜보’(장두이)가 출소 이후 장물업자 제비(박중훈)와 나영(김혜수)을 만나게 되면서 벌어지는 에피소드를 담았다.
배우 박중훈과 김혜수가 조연으로 출연하였으며, 이들의 데뷔 작품이기도 하다.
박중훈과 김혜수는 깜보로 나란히 제23회 백상예술대상에서 신인상을 받았다.
김혜수는 인터뷰를 통해 "음료 광고에 출연한 자신을 이황림 감독님이 수소문하여 캐스팅하였다"고 밝혔으며, 박중훈은 인터뷰를 통해 "검열 등의 문제와 맞물려 흥행에서 참패했다."고 밝히기도 하였다.
한편, 박중훈 자리에는 당초 개그맨 최양락이 낙점됐으나 도시적인 얼굴이 아니란 이유로(최양락은 충청도 시골 출신) 좌절됐다.

## 캐스팅
- 장두이: 깜보 역
- 박중훈: 제비 역
- 김혜수: 나영 역
- 김희갑: 뺏다 영감 역
- 이대근: 코브라 역
- 트위스트 김: 쟈가 역
- 김기주: 삼손 역
- 홍성민: 장물 영감 역
- 김일우: 동일 역
- 문창근: 형사 역
- 길달호: 지배인 역
- 엄도일: 매니저 역
- 임해림: 건물수위 역

## 수상
- 1987년 제23회 백상예술대상
  - 영화부문 남자신인연기상 - 박중훈[4]
  - 영화부문 여자신인연기상 - 김혜수[4][5]